# Mia Buric
Mia Buric (ur. 23 maja 1982 w Splicie) – niemiecka tenisistka pochodzenia chorwackiego.

## Kariera tenisowa
Na początku 1998 jako juniorka wygrała rozgrywki Coffe Bowl w Kostaryce. W lutym tego roku wygrała Międzynarodowe Mistrzostwa Czech Juniorów w hali, pokonując w finale reprezentantkę gospodarzy Ivetę Benešovą 6:2, 5:7, 6:1. W tym samym roku triumfowała również w German Junior Open, zwyciężając bez straty seta z m.in. z Czeszką Klárą Koukalovą, Uzbeczką Irodą Tulyaganovą czy Chinką Li Na w finale.
Zwyciężyła w dwóch turniejach ITF w Sunderland oraz Glasgow.
W 1999 z Kim Clijsters dotarła do finału gry podwójnej we French Open. Tam para Buric/Clijsters przegrała z Włoszkami Flavią Pennettą i Robertą Vinci 5:7, 7:5, 4:6.
W 2000 wygrała turniej ITF w Saint-Raphaël w grze pojedynczej oraz dwa w grze deblowej, w Lenzerheide i Pampelunie.
Z Galiną Fokiną osiągnęła finał gry podwójnej w Tashkent Open w 2002, gdzie przegrały z deblem Tatiana Puczek i Tetiana Perebijnis 5:7, 2:6. W tym samym roku zakończyła karierę tenisową.

## Turnieje

### Turnieje WTA

#### Gra podwójna

##### Finalistka
|    | Data       | Turniej                 | Kat.         | ($)     | Naw.   | Partnerka     | Mistrzynie                        | Wynik    |
| 1. | 10/06/2002 | Taszkent, Tashkent Open | Kategoria IV | 140 000 | twarda | Galina Fokina | Tatiana Puczek Tetiana Perebijnis | 5:7, 2:6 |

### Turnieje ITF

#### Gra pojedyncza

##### Mistrzyni
| Lp. | Rok                  | Turniej       | Nawierzchnia | Finalistka     | Wynik                   |
| --- | -------------------- | ------------- | ------------ | -------------- | ----------------------- |
| 1.  | 21 września 1998     | Sunderland    | twarda       | Julia Lutrova  | 6:2, 7:6(4)             |
| 2.  | 28 września 1998     | Glasgow       | dywan        | Brechtje Bruls | 6:4, 3:6, 6:1           |
| 3.  | 23 października 2000 | Saint-Raphaël | twarda       | Maret Ani      | 4:2, 1:4, 2:4, 5:3, 5:3 |

## Finały juniorskich turniejów wielkoszlemowych

### Gra podwójna (1)
| Końcowy wynik | Rok  | Turniej     | Nawierzchnia | Partnerka     | Przeciwniczki                 | Wynik finału  |
| Finalistka    | 1999 | French Open | Ceglana      | Kim Clijsters | Flavia Pennetta Roberta Vinci | 5:7, 7:5, 4:6 |